# Смоймирово
Смоймирово (макед. Смојмирово) — село в Республике Македония, входит в общину Берово.
Село расположено в историко-географическом регионе Малешево, к северу от административного центра общины — города Берово. Высота над уровнем моря — 899 м.

## История
В 1900 году здесь проживало 560 болгар (македонцев)—христиан. В 1905 году 760 жителей села были прихожанами церкви Болгарской екзархии, в селе была школа.

## Население
Этническая структура населения в селе по переписи населения 2002 года:
- македонцы — 764 жителя;
- сербы — 1 житель.

## Галерея

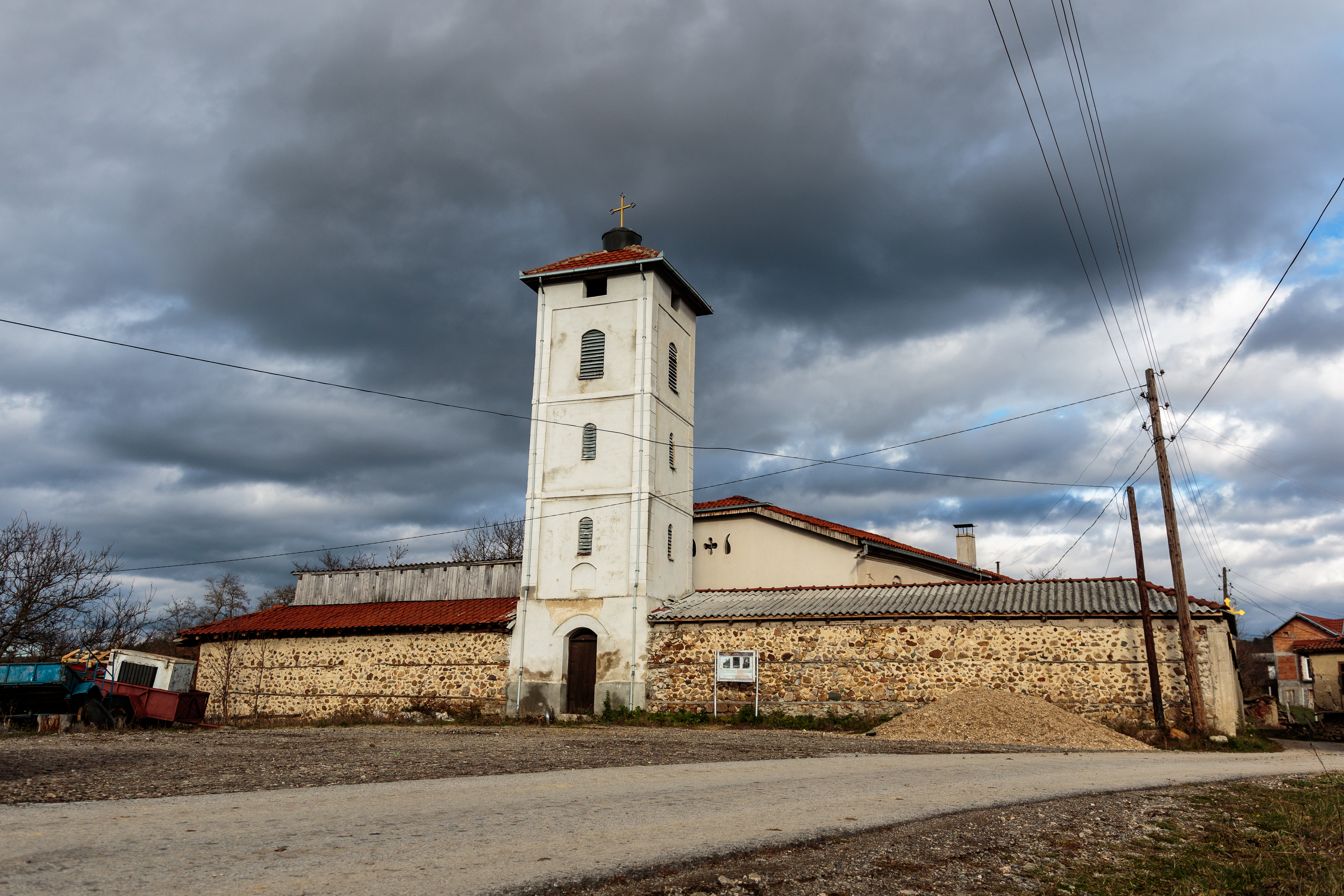
Церковь Успения Пресвятой Богородицы
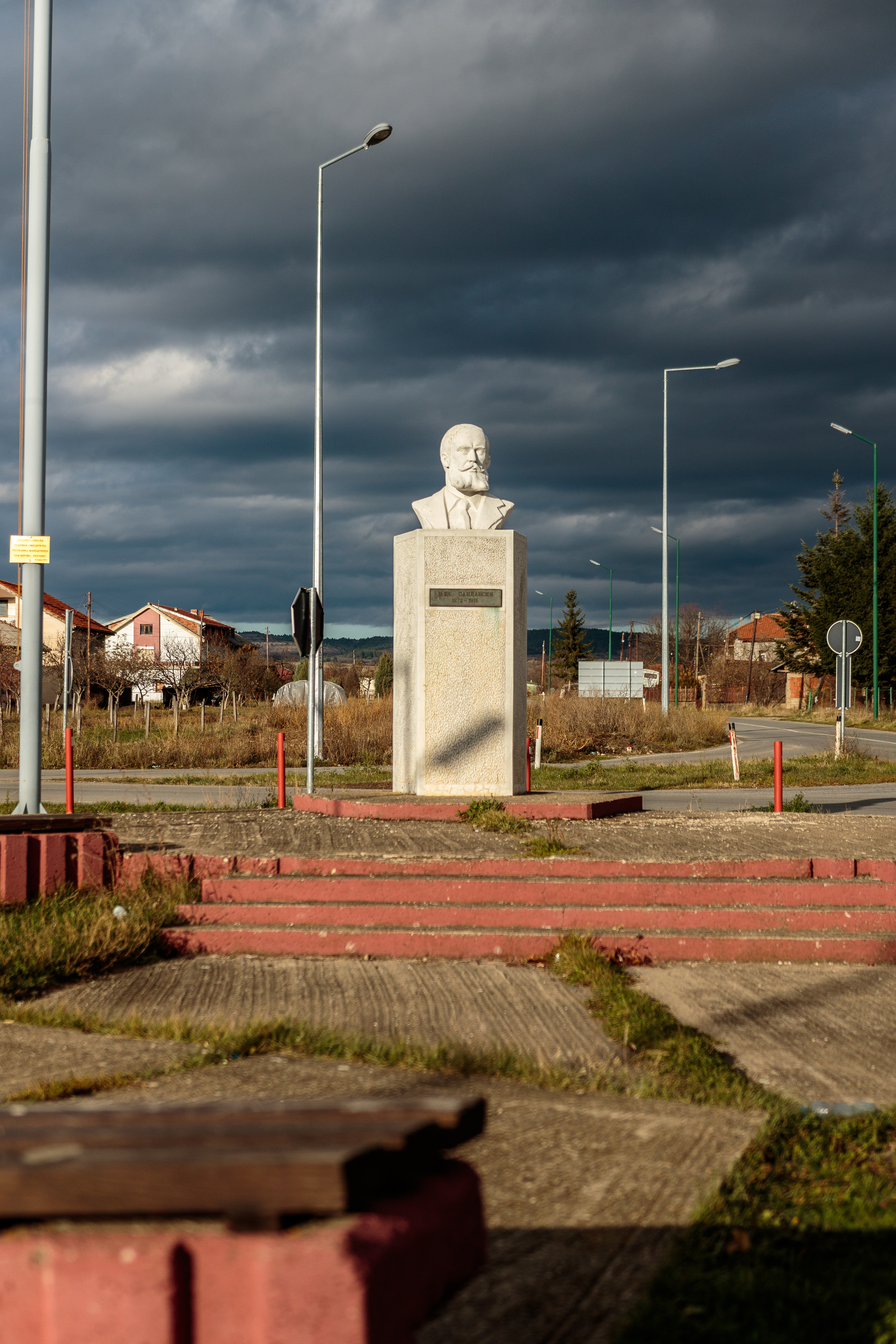
Памятник Яне Санданскому
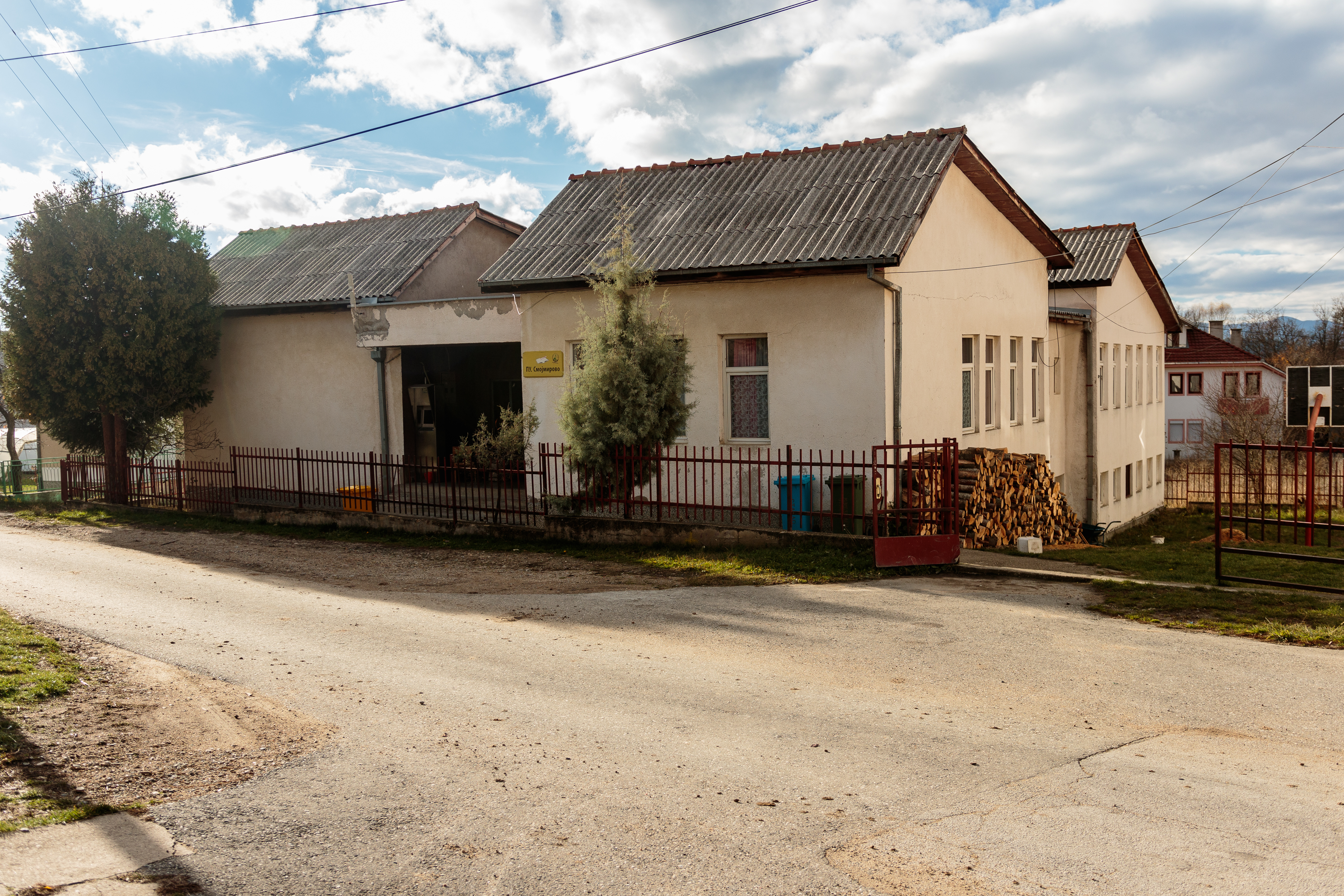
Школа